# Хват, Александр Григорьевич
Алекса́ндр Григо́рьевич Хват (11 [24] декабря 1907, Санкт-Петербург — 18 сентября 1993, Москва) —  Сотрудник органов госбезопасности СССР, вёл следствие по делу Николая Вавилова. Член ВКП(б) с 9 января 1928 года.

## Биография
Родился в Санкт-Петербурге. Отец работал школьным сторожем, позже сторожем на кладбище.
В 1925 году окончил школу 2-й ступени на станции Бологое. После окончания школы вплоть до 1932 года работал в городе Бологое: с июня 1925 по январь 1926 — чернорабочий завода «Ленинский призыв»; с 6 мая 1926 по октябрь 1927 — чернорабочий 5-го участка службы пути; с февраля 1927 по октябрь 1928 — управляющий делами, затем председатель бюро пионеров горкома ВЛКСМ; с ноября 1928 по сентябрь 1929 — секретарь райкома ВЛКСМ станции Угловка; с октября 1929 по январь 1930 — смазчик вагонного депо; с января 1930 по июль 1931 — секретарь узлового комитета ВЛКСМ; с июля 1931 по август 1932 — секретарь райкома комсомола.
В августе 1932 года переводится в Ленинград, где получает должность заместителя заведующего орготдела Ленинградского обкома ВЛКСМ; с марта 1933 по август 1935 — руководитель областной пионерской организации Ленинградского обкома ВЛКСМ.
В сентябре 1935 года назначается секретарем горкома ВЛКСМ Пскова; с марта 1937 по август 1937 — секретарь окружкома ВЛКСМ Пскова.
С августа 1937 года в распоряжении ЦК ВЛКСМ: заместитель начальника, начальник орготдела Центрального совета Осоавиахима в Москве.
В 1938 году по комсомольской путевке направлен на работу в органы НКВД СССР.
1 июня назначен оперуполномоченным 2-го отделения 6-го отдела 1-го управления НКВД СССР.
С 25 сентября 1938 года младший лейтенант государственной безопасности.

В 1938 году подверглась аресту группа руководящих работников Кабардино-Балкарской Республики. Возглавил группу вчерашний секретарь обкома Калмыков Б. Э. На первых допросах арестованные отрицали предъявленные им обвинения. Но когда дело переходило в руки Хвата А. Г., признавали вину, оговаривали других.
При рассмотрении дела на Военной коллегии Верховного Суда СССР подсудимые отказывались от признаний, дававшихся, когда применялись меры физического воздействия.
Выяснилось, что Хват А. Г. не включал в дело протоколы, опровергавшие его обвинения.
— Реабилитация: как это было. Документы Президиума ЦК КПСС и другие материалы. В 3 томах.
В январе 1939 года назначен следователем следственной части НКВД СССР. После разделения следственной части НКВД 4 сентября 1939 года попадает в следственную часть Главного экономического управления НКВД (начальник — П. Я. Мешик), в марте 1940 года был назначен помощником начальника (начальник — Л. Я. Влодзимирский).
С 14 марта 1940 года старший лейтенант государственной безопасности.
26 декабря 1941 года получил звание капитана госбезопасности.
В 1940—1941 годах, будучи помощником начальника следственной части Главного экономического управления НКВД СССР в течение 11 месяцев вел следствие по делу Н. И. Вавилова, применяя ночные допросы и пытки.

Как видно из материалов дела, Хват во время следствия по этому делу грубо нарушал советскую законность и применял недозволенные методы следствия: систематически и длительное время допрашивал Вавилова ночью, лишал сна, физически изнурял арестованного
— Документальное приложение к книге: Я. Г. Рокитянский (2005) «Николай Вавилов», с. 148—149, М.: Academia
Впоследствии вину за незаконные методы ведения следствия пытался переложить на старшего следователя следственной части ГЭУ НКВД СССР, старшего лейтенанта государственной безопасности Султана Албогачиева.
11 февраля 1943 года - подполковник госбезопасности.
С 15 мая 1943 года по 25 сентября 1953 года (с перерывами) - помощник начальника следственной части по особо важным делам НКВД СССР, затем МГБ СССР, а с 1953 года МВД СССР.
С 4 октября 1944 года - полковник госбезопасности. Занимал должность начальника отдела «Т», затем отдела «ТТ» МГБ СССР.
В 1954 году вышел в отставку по выслуге лет (на пенсию).
С 1955 года — начальник отдела в Министерстве среднего машиностроения СССР, секретарь партийного бюро управления.
В 1955 году давал объяснения по «Делу Николая Вавилова». Заместитель Генерального прокурора СССР М. П. Маляров в апреле 1965 года сказал М. А. Поповскому, что привлечь к судебной ответственности Хвата нельзя из-за истечения срока давности совершённых им преступлений.
По данным Александра Солженицына и Евгении Альбац, Александр Хват до конца своих дней проживал по адресу: Москва, ул. Горького, дом 41, кв. 88 (ныне Первая Тверская-Ямская улица, дом 11 — так называемый «Дом НКВД»).
Скончался 18 сентября 1993 года в Москве. Похоронен на Хованском кладбище.

## Награды
- Орден Красной Звезды, 20.09.1943[18]
- Орден Отечественной войны II степени, 05.11.1944[19] и 06.04.1985[20]
- Орден Красного Знамени, 21.04.1945[21]
- Медаль «За боевые заслуги»[19]
- Медаль «За оборону Москвы»[19]
- Медаль «За освобождение Варшавы»[19]
- Медаль «За взятие Кёнигсберга»[19]
- Медаль «За победу над Германией в Великой Отечественной войне 1941—1945 гг.»[19]
- Юбилейная медаль «30 лет Советской Армии и Флота»[19]
- Медаль «В память 800-летия Москвы»[19]

## Упоминания в художественной литературе
- Роман Марка Поповского «Дело академика Вавилова», в котором следователь Хват фигурирует под именем Алексей.
- Роман Б. Г. Штерна «Эфиоп, или Последний из КГБ»
- Повесть В. Г. Фукса «Погром»[22]
- В романе Михаила Веллера «Приключения майора Звягина» описывается смерть Хвата в результате убийства главным героем (по соображениям восстановления справедливости)
- Следователь МГБ по имени Хват фигурирует в сатирическом романе Владимира Сорокина «Голубое сало»
- Послужил основой для образа чекиста МГБ Павла Хваткина,  в романе братьев Вайнеров «Евангелие от палача», повествующем о преступной деятельности органов госбезопасности СССР.